# پرنده‌باز کوچک
پرنده باز کوچک فیلمی به کارگردانی  و نویسندگی رهبر قنبری محصول سال ۱۳۸۰ است.

## خلاصه داستان
بهروز پسر بچه‌ای است که به دلیل زندانی بودن پدر، به همراه مادر، مادربزرگ و خواهرش زندگی فقیرانه‌ای را می‌گذراند. یکی از دوستان پدر، در مقابل پرداخت مقداری پول بهروز را به کار می‌گیرد. کار بهروز این است که در زیر چرخ دستی پرنده فروشی قادر پنهان شود و با تقلید صدای پرندگان مردم را فریب دهد. یک روز دختری هم سن و سال بهروز برای خرید می‌آید و متوجه بهروز می‌شود. دررفت و آمدهای دیگر دختر و بهروز به هم علاقمند می‌شوند، اما مادر متوجه سختی کار قادر می‌شود و دیگر اجازه کار به او نمی‌دهد. بهروز متوجه می‌شود که دختر از آذربایجان به ایران آمده بوده و حالا برگشته است. بهروز با تلاش بسیار از مرز می‌گذرد و دختر را در بستر بیماری می‌یابد. دختر با شنیدن صدای پرنده که توسط بهروز تقلید می‌شود بهبود می‌یابد.

## بازیگران
- محمد ناجی
- نسرین نکیسا
- مهدی شهابی
- سمیرا علایی
- محمود نظرعلیان
- سیلوا آندریاسیان